# Tadeusz Argasiński

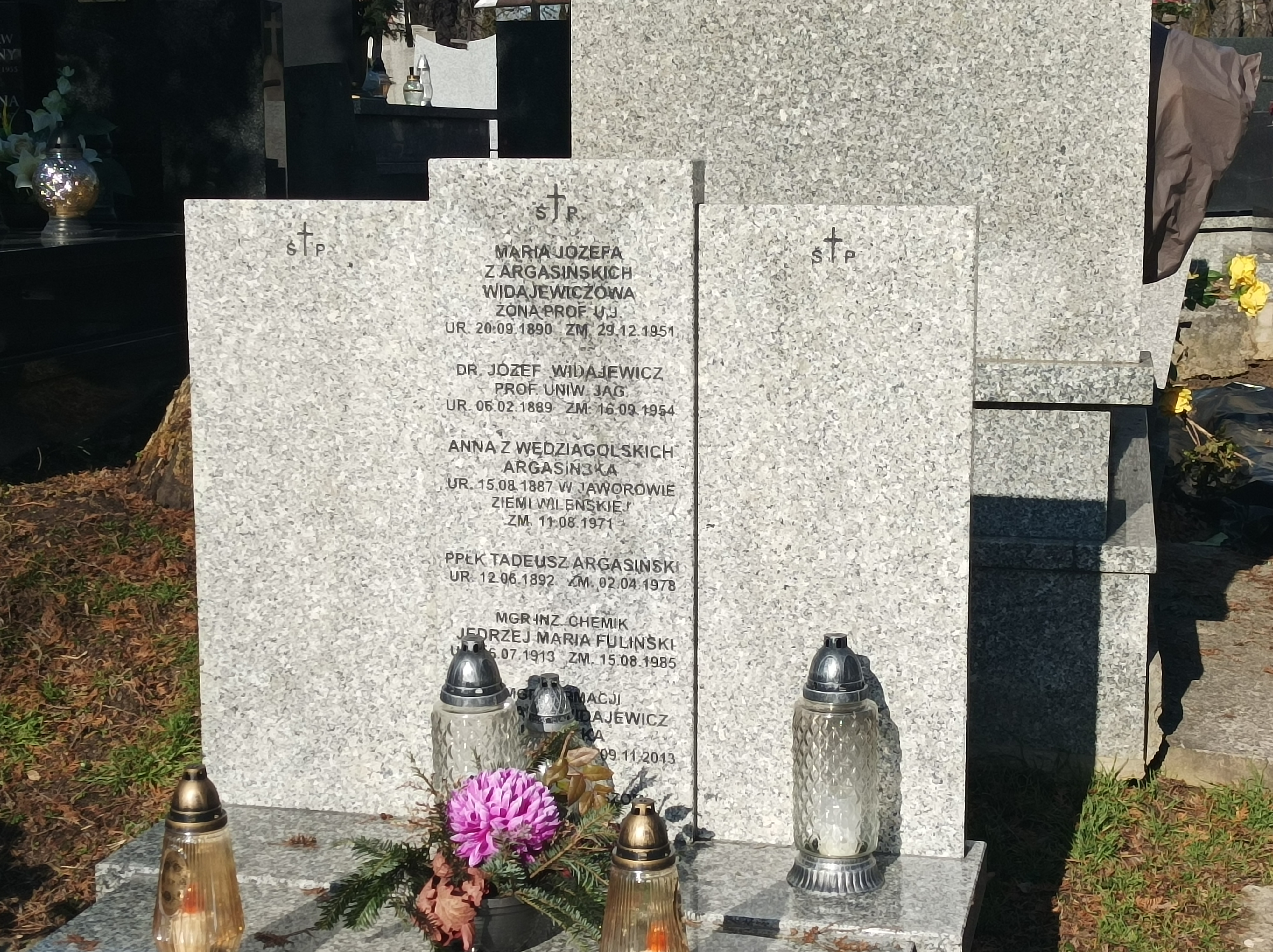
Grób Józefa Widajewicza i Tadeusza Argasińskiego na cmentarzu Salwatorskim

Tadeusz Argasiński (ur. 12 czerwca 1892 w Pomorzanach, zm. 2 kwietnia 1978 w Krakowie) – podpułkownik łączności Wojska Polskiego, działacz niepodległościowy, kawaler Orderu Virtuti Militari, podsekretarz stanu w Ministerstwie Poczt i Telegrafów.

## Życiorys
Urodził się 12 czerwca 1892 w Pomorzanach, w ówczesnym powiecie złoczowskim Królestwa Galicji i Lodomerii, w rodzinie Jana Pawła (1860–1932) i Marii z Barczyńskich (1868–1945). W rodzinnej miejscowości ukończył szkołę powszechną. W 1902 razem z rodzicami przeprowadził się do Brzeżan, gdzie rozpoczął naukę w tamtejszym c.k. Gimnazjum. Od 1909 kontynuował naukę w I Wyższej Szkole Realnej we Lwowie. W 1912 ukończył naukę w klasie VIIa, a w następnym roku zdał egzamin dojrzałości.
W czasie I wojny światowej walczył w Legionach Polskich. Był oficerem 1 pułku piechoty Legionów i dowódcą oddziału telefonicznego. 1 stycznia 1917 awansował na chorążego.
Od 1919 był szefem łączności 1 Dywizji Piechoty Legionów, w kwietniu 1920, czasie „wyprawy kijowskiej” szefem łączności Grupy gen. Śmigłego, następnie w dowództwie Frontu Litewsko-Białoruskiego. 9 września 1920 został zatwierdzony w stopniu kapitana z dniem 1 kwietnia 1920, „w Korpusie Wojsk Łączności, w grupie byłych Legionów Polskich”.
W 1921 pełnił służbę w Departamencie II Ministerstwa Spraw Wojskowych w Warszawie, pozostając na ewidencji I baonu zapasowego telegraficznego. 3 maja 1922 został zweryfikowany w stopniu majora ze starszeństwem z dniem 1 czerwca 1919 i 17. lokatą w korpusie oficerów łączności. W latach 1923–1927 pełnił służbę w Departamencie VI i V Technicznym Ministerstwa Spraw Wojskowych w Warszawie na stanowisku kierownika referatu, pozostając na ewidencji 2 pułku łączności w Jarosławiu. 1 grudnia 1924 awansował na podpułkownika ze starszeństwem z dniem 15 sierpnia 1924 i 4. lokatą w korpusie oficerów łączności. W maju 1927 został wyznaczony na stanowisko dowódcy pułku radiotelegraficznego w Warszawie. W kwietniu 1929 został wyznaczony na stanowisko dowódcy 2 Grupy Łączności w Krakowie. Od 1 stycznia do 15 kwietnia 1933 był wojskowym kierownikiem III pięciomiesięcznego informacyjnego kursu dla oficerów sztabowych łączności przy Ministerstwie Poczt i Telegrafów. W czasie trwania kursu został przeniesiony do Warszawy na stanowisko dowódcy 1 Grupy Łączności. Z dniem 1 grudnia 1934 został przeniesiony do Ministerstwa Poczt i Telegrafów na sześciomiesięczną praktykę. Zastąpił na stanowisku wicedyrektora Dyrekcji Okręgowej Poczt i Telegrafów w Warszawie dr. Antoniego Owsionkę, który został szefem Departamentu Poczty MPiT. Z dniem 31 maja 1935 został przeniesiony w stan spoczynku. 
Następnie został mianowany dyrektorem Okręgu Poczt i Telegrafów w Warszawie. 11 lutego 1936 Prezydent RP mianował go podsekretarzem stanu w Ministerstwie Poczt i Telegrafów. Zastąpił na tym stanowisku inż. Franciszka Drzewieckiego, który na własną prośbę został przeniesiony w stan spoczynku. Na urzędzie wiceministra pozostawał do 30 września 1939. Mieszkał w Warszawie przy ul. Promenada 17.
Przyjaźnił się z Eugeniuszem Kwiatkowskim, wraz z którym był w czasie II wojny światowej internowany w Rumunii. Po powrocie do Polski zamieszkał w Krakowie i objął stanowisko dyrektora tamtejszego Okręgu Poczt i Telegrafów.
Został pochowany na Cmentarzu Salwatorskim w Krakowie (sektor SC5-10-11).
23 czerwca 1927 w Warszawie ożenił się z Anną Różą (1887–1971), córką Michała Teodozego i Karoliny Wędziagolskich, nauczycielką. Dzieci nie miał. Świadkiem na ślubie był Paweł Wędziagolski (1883–1929), architekt.
Jego siostrzenicą była Maria Michałowska (1925–2018).

## Ordery i odznaczenia
- Krzyż Srebrny Orderu Wojskowego Virtuti Militari nr 5914 – 17 maja 1922[26][27]
- Krzyż Komandorski z Gwiazdą Orderu Odrodzenia Polski – 10 listopada 1938 „za wybitne zasługi w służbie państwowej”[28]
- Krzyż Komandorski Orderu Odrodzenia Polski – 11 listopada 1937 „za zasługi w służbie państwowej”[29]
- Krzyż Niepodległości – 24 października 1931 „za pracę w dziele odzyskania niepodległości”[30][31]
- Krzyż Oficerski Orderu Odrodzenia Polski – 10 listopada 1928 „za zasługi na polu administracji wojska”[32][33]
- Krzyż Walecznych trzykrotnie[27]
- Złoty Krzyż Zasługi – 19 marca 1931 „za zasługi na polu organizacji i wyszkolenia wojska”[34][35]
- Medal Pamiątkowy za Wojnę 1918–1921[1][2]
- Medal Dziesięciolecia Odzyskanej Niepodległości[1][2]
- Odznaka „Za wierną służbę”[3]
- łotewski Medal Pamiątkowy 1918-1928 – 12 grudnia 1929[36]